# جیمی میلر
جیمی میلر (انگلیسی: Jimmy Miller؛ ۲۳ مارس ۱۹۴۲ – ۲۲ اکتبر ۱۹۹۴) تهیه‌کننده موسیقی و نوازنده اهل ایالات متحده آمریکا بود.